# Ernolsheim-Bruche
Ernolsheim-Bruche település Franciaországban, Bas-Rhin megyében. Lakosainak száma 1920 fő (2022. január 1.). Ernolsheim-Bruche Breuschwickersheim, Dachstein, Duppigheim, Duttlenheim, Ergersheim, Kolbsheim és Osthoffen községekkel határos.

## Népesség
A település népességének változása:
| Lakosok száma | 1798 | 1826 | 1869 | 1875 | 1880 | 1887 | 1887 | 1904 | 1920 |
|               | 2013 | 2015 | 2016 | 2017 | 2018 | 2019 | 2020 | 2021 | 2022 |